# Salutaris
Salutaris (від лат. благотворний, цілющий, досконалий) - білоруський змішаний аматорський камерний хор, заснований у 2007 році в Мінську. Засновник і художній керівник — Ольга Янум. 
Репертуар колективу досить різноманітний: хор виконує твори різних напрямків, як світську, так і класичну духовну музику. 
Salutaris є частим учасником музичних фестивалів, переможцем музичних конкурсів, географія яких простирається на 19 країн світу.

## Досягнення
травень 2009 — Гран-Прі на Х Фестивалі православних піснеспівів у Мінську.
травень 2010 — переможець конкурсу на Міжнародному фестивалі православної духовної музики "Hajnówka 2010" в Польщі.
вересень 2011 — перемога в конкурсі під час фестивалю 'Mokranjčevi dani', який проходив в Негоцин, в Сербії.
2012 р. — відеокліп хору отримав I приз у фестивалі короткометражного кіно "КіноVarka" - 2012.
2013 р. - приз "Lady Dorothy Mayer Trophy" в одному з найпрестижніших хорових фестивалів Ірландії "59 International Cork Choral Festival» за краще виконання твору ("Госцік" А. Савріцький).
2014 р. - Участь у фестивалях: духовної музики "Virgo Lauretana" в Лорето, Італія, в кінці травня — фестиваль "Voix du monde" в Нансі, Франція.
2015 р. — найкращий колектив на фестивалі молодіжних хорів "Квітка папороті" в Мінську. Диплом в номінації "Кращі солісти" і "Найкращий твір форуму" молодого композитора, учасника Salutaris Анастасії Бендерської "На добраніч", який був написаний спеціально для хору. В кінці жовтня того ж року хор отримав III приз в міжнародному конкурсі City of Derry International Choral Festival "в місті Дери в Північній Ірландії.
жовтень 2016 р. - Salutaris отримав Гран при XI Міжнародного фестивалю "Jesien Choralna" в м Рибник в Польщі та нагороди в номінаціях "Найкращий твір форуму" ("Rivers of Light" e. Esenvalds) і "кращий диригент" (Ольга Янум).
2017 р. - Участь в престижному конкурсі хорового мистецтва в Австрії "54 Internationaler Chorwettbewerb Spittal an der Drau", де був нагороджений призом Гюнтера Мітерграднегера (Günther Mittergradnegger Preis) за кращу інтерпретацію сучасного твору на конкурсі ("Гості" - Андрій Савріцький).
2018 р. - отримав перемогу в категорії "Folklore, Spiritual & Jazz" XII Міжнародного хорового конкурсу в місті Мільтенберг (Баварія).

## Концерти
Відмітна риса перформансів Salutaris - у них часто яскрава театральна складова, в чому хору допомагає співпраця з танцювальним колективом Альтана (художній керівник Ганна Корзік), солісткою етно-ембієнт тріо Dzivasil Інною Пересецького-Молокович, і іншими творчими колективами та виконавцями. Учасники хору на концертах виступають у своєрідних костюмах, дизайн якого розробив артдиректор хору Всеволод Швайба.

## Дискографія
За роки існування хор випустив два альбоми: перший - "Туман Яром", разом з білоруським композитором Андрієм Савріцьким, де зібрані сучасні хорові обробки білоруських народних пісень. Другий альбом, "Сіль Землі", став переможцем проекту Social Weekend, за надання підтримки молодим композиторам Білорусі в написанні хорової музики, збереженні традицій білоруського хорової музики в цілому.

## Відеографія
Ще одна відмінна риса хору — створення власних відеокліпів, режисером яких є учасник Денис Жигунов, а також власний архів живих виступів.